# سياف الغرباني
سياف الغرباني  صحفي وكاتب يمني من مواليد عام 1989 محافظة ريمة.

## المؤهلات العلمية
1. بكالريوس صحافة جامعة صنعاء.
2. دبلوم لغة إنجليزية.
3. حائز على شهادة تقدير في الصحافة الاستقصائية من المركز الدولي للصحفيين.

## مهنته
- محرر في صحيفة الأهالي سابقاً.
- محرر في صحيفة الديار سابقاً.
- مدير تحرير في صحيفة اليمن سابقاً.
- نائب رئيس تحرير صحيفة المنتصف سابقاً.[1]

- محرر سياسي في قناة اليمن اليوم حالياً.[2]